# تهامة
تِهَامَة(1) منطقة جغرافية ساحلية تعد أحد أقاليم شبه الجزيرة العربية الجغرافية الخمسة، وهي السهل الساحلي المحاذي للبحر الأحمر بين أقاليم الحجاز واليمن غرب شبه الجزيرة العربية. وأشهر مدن تهامة في الوقت الحالي: مكة ، نيوم ، ضباء ، الوجه ، مقنا ، حقل ، أملج ، جدة ، الليث، القنفذة، ينبع، رابغ، جازان، الحديدة، زبيد. وأهم مدن مرتفعات تهامة أو نجودها، والتي تعرف بصدر تهامة، وهي: المخواة، بارق، المجاردة، محايل عسير، محافظة أضم، محافظة العرضيات ، رجال ألمع، الفرشة، فيفا، الملاحيط، حجة.

ويطلق على النبي محمد لقب النبي التهامي لكونه منها. قال أبو الفداء:

### سبب التسمية
يقال سميت تهامة بهذا الاسم من التهم بفتح التاء، وهو شدة الحر وركود الريح يقال تَهِمَ الحرُ إذا اشتد ويقال سميت بذلك لتغير هوائها يقال تهم الدهن إذا تغير ريحه. ويقال للرجل من تهامة: التِهامي أو التَهام. وجمعه: التَهم أو التهامون. ويقال لمن نزل تهامة: أتهم أو تاهم .
يقول البروفيسور فريتز هومل المختص باللغات والحضارات السامية، في اللغة البابلية «Tihâma» تعني البحر وتطلق على السواحل الغربية للجزيرة العربية كما كان يطلق على السواحل الشمالية للجزيرة اسم «mât tâmti» «بلاد البحر» وهي البحرين.
وحكى الزيادي عن الأصمعي:
| تهامة | التهمة الأرض المتصوبة إلى البحر وكأنه مصدر من تهامة | تهامة |

وقال المبرد:
| تهامة | إذا نسبوا إلى تهامة قالوا رجل تهام بفتح التاء وإسقاط ياء النسبة لأن الأصل تهمة فلما زادوا ألفا خففوا ياء النسبة كما قالوا رجل يمان وشام إذا نسبوا إلى اليمن والشام | تهامة |

وقال إسماعيل بن حماد:
| تهامة | النسبة إلى تهامة تهامي وتهام إذا فتحت التاء لم تشدد الياء كما قالوا رجل يمان وشام إلا أن الألف من تهام من لفظها والألف من شام ويمان عوض من ياء النسبة | تهامة |

وقال سيبويه:
| تهامة | منهم من يقول تهامي | تهامة |

### تهامة في الجاهلية
وكانت تهامة من اهم الأقاليم في الجزيرة العربية لكثرة خيراتها ودفئ اجوائها. وتنافس العرب عليها فوقعت عدة معارك بينهم لفرض السيطرة عليها بدأت بمعركة يوم بارق الأول وانتهت بمعركة يوم تهامة الأول. وأهم مدن تهامة في الجاهلية هي مكة وقد كانت عاصمة لتهامة وحاضرتها كونها تحتضن الكعبة الذي يقدسها العرب وكونها تحتضن معظم أصنامهم التي يقدسونها قبل الإسلام

### تهامة في السيرة النبوية
- قال النبي محمد: «لأعلمن أقواما من أمتي يأتون يوم القيامة بحسنات أمثال جبال تهامة بيضاء، فيجعلها الله هباء منثورا».[7]
- عن يزيدَ بنِ الأصمِّ العامري الهوازني قال أُهديَ لأم المؤمنين ميمونة بنت الحارث ضب أو ضِباب فأمَرتْ به فصُنع طعامًا فأتاها رجلان من قومِها فقدَّمته إليهما تتحفُهما به فدخل النبيُّ صلَّى اللهُ عليهِ وسلَّمَ فرحَّب بهما ثم تناول ليأكلَ فقال ما هذا فقال ضبٌّ أُهدِيَ لنا فقذفَه ثم كفَّ يدَه فكفَّ الرجلان فقال لهما ﷺ: « كلوه فإنكم أهل نجد تأكلونها، وإنا أهل تهامة نعافها».[8]
- عن عمرو بن شعيبٍ السهمي القرشي عن أبيه عن جدهِ، قال: شهدتُ رسولَ اللهِ ﷺ حين أتتهُ وُفودُ حُنينٍ فقالوا: يا محمدُ، إنا أهلٌ وعشيرةٌ – فذكر الحديثَ، وفيه قال: وركبَ رسولُ اللهِ ﷺ راحلتهُ واتبعتهُ الناسُ، فقالوا: اقسمْ علينا فيئَنا، اقسمْ علينا فيئنا، حتى ألْجأوهُ إلى شجرةٍ، فخطفتْ رداؤهُ، فقال:«يا أيها الناسُ، ردّوا عليّ ردائي، فواللهِ لو أنّ لكُم بعددِ شجرِ تهامةَ نعما، لقسمتُهُ بينكم، ثم لا تلفونِي، جبانَا ولا بخِيلا ولا كذوبا»، ثم مالَ إلى راحلتِهِ، فأخذَ منها وبرةً فوضعَها بين إصبعيهِ، ثم قال: «أيها الناسُ: إنه ليسَ لي من هذا الفيء شيءٌ، ولا هذهِ إلا الخمسُ – والخمسُ مردودٌ عليكُم، فأدّوا الخيطَ والمخيطَ، فإن الغُلولَ يكونُ على أهلهِ يومَ القيامةِ عارا وشَنارا»، فقام رجلٌ ومعهَ كبةُ شعرٍ، فقال: يا رسولَ اللهِ، أخذتُ هذه لأصلحَ بها برذعةً لي، فقال:«أما ما كانَ لي ولبني عبد المطلبِ، فهو لكَ»، فقال: أما إذا بلغتَ ما أرى، فلا أربَ لِي فيها ونبذها.[9]
- قال العتبي: دخل دغفل بن حنظلة النسابة على معاوية، فقال معاوية: حدثني ببعض أحاديثك، فقال: سمعت زياد بن عبيد القيسي يحدث قال: كنت عشيقاً لعقيلة من عقائل الحي، أركب لها الصعب والذلول، لا أليق مطرحاً فيه متجر وربح إلا أتيته، يلفظني السهل إلى الجبل والجبل إلى السهل، فانحدرت مرة إلى الشام بخرثي وأثاث كثير أريد لبة العرب ودهماء الموسم، وإذا بقباب شامية مع شعف الجبل، مجللة بالأنطاع، وإذا جزر تنحر وأخرى تساق، وإذا وكلة وحثثة على الطهاة يقولون: العجل العجل، وإذا برجل جهوري الصوت على نشز من الأرض ينادي: يا وافد الله الغداء، وإذا يآخر على مدرجة ينادي: ألا من طعم فليخرج للعشاء، فأعجبني ما رأيت، فمضيت أريد عميد الحي، فوجدته جالساً على عرش ساج، قد ائتزر بيمنة وتردى بحبرة، وعلى رأسه عمامة سوداء تظهر من تحتها جمة فينانة، وكأن الشعرى تطلع من جبينه، وإذا بمشيخة جلة خفوق ماسكي الذقان ما يفيض أحدهم بكلمة، وإذا خوادم حواسر عن أنصاف سوقهن، فأكبرت ما رأيت، وقد كان نمي إلى حبر من أحبار اليهود أن النبي التهامي هذا أوان مبعثه ووقت توكفه فخلته إياه، وقلت: عله أو عساه، ودنوت مه فقلت: السلام عليك يا رسول الله، فقال: لست به وليتني به، فسألت رجلاً: من هذا؟ فقال: هذا هاشم بن عبد مناف، فقلت: هذا والله السناء والمجد؛ فقال معاوية: لاها الله! ما رأيت كلاماً أفصح من هذا، وأشهد أن قيساً قد أخذت لباب الفصاحة.[10]
- كان النبي محمد ذاتَ يومٍ، وجبريل على الصَّفا، فقال رسولُ اللهِ صلَّى اللهُ عليه وسلَّم:«يا جبريلُ والَّذي بعثك بالحقِّ ما أمسَى لآلِ محمَّدٍ سَفَّةٌ من دقيقٍ ولا كفٌّ من سَويقٍ» فلم يكُنْ كلامُه بأسرعَ من أن سمِعَ هدَّةً من السَّماءِ أفزعته فقال رسولُ اللهِ صلَّى اللهُ عليه وسلَّم:«أمر اللهُ القيامةَ أن تقومَ ؟» قال: «لا ولكن أمر إسرافيلَ، فنزل إليك حين سمِع كلامَك»، فأتاه إسرافيلُ فقال: «إنَّ اللهَ سمِع ما ذكرتَ، فبعثني إليك بمفاتيحِ خزائنِ الأرضِ، وأمرني أن أعرِضَ عليك أن أُسيِّرَ معك جبالَ تِهامةَ زمرُّدًا وياقوتًا وذهبًا وفضَّةً فعلتُ، فإن شئتَ نبيًّا ملِكًا، وإن شئتَ عبدًا نبيًّا»، فأومأ إليه جبريلُ أن تواضَعْ، فقال: «بل نبيًّا عبدًا ثلاثًا».[11]
- قال عبد الله بن عمر: بعثنا النبيُّ صلَّى اللهُ عليهِ وسلَّمَ في سَرِيَّةٍ نحوَ تهامةَ فأصبنا غنيمةً فبلغ سهماننا اثنيْ عشرَ بعيرًا ونَفَّلَنَا رسولُ اللهِ صلَّى اللهُ عليهِ وسلَّمَ بعيرًا بعيرًا.[12]
- قال جد عمرو بن شعيب السهمي القرشي: وقَّت رسولُ اللهِ صلَّى اللهُ عليه وسلَّم لأهلِ المدينةِ ذا الحُلَيفَةِ ولأهلِ الشامِ الجحفة ولأهلِ اليمَنِ وأهلِ تِهامَةَ يلملم ولأهلِ الطائف وهي نَجدٌ قَرنًا ولأهلِ العِراقِ ذاتَ عِرقٍ.[13]
- قال أبو خنيس الغفاري الكناني: أنه كان مع رسولِ اللهِ صلَّى اللهُ عليه وسلَّم في غزوةِ تهامةَ حتى إذا كان بعسفان جاءَهُ الصحابةُ فقالوا يا رسولَ اللهِ جَهَدَنا الجوعُ فائْذَنْ لَّنا في الظَّهْرِ نأكُلُهُ قال نعم فأُخْبِرَ بذلِكَ عمرُ بنُ الخطابِ رضِيَ اللهُ عنه فأَتَى النبيَّ صلَّى اللهُ عليه وسلَّم فقال يا نبيَّ اللهِ ماذا صنعْتَ أَمَرْتَ الناسَ أنْ ينْحَرُوا الظَّهْرَ فعلَى ما يَرْكَبونَ قال فما تَرى يا ابنَ الخطابِ قال أَرَى أنْ تأمُرهُم أن يأتوا بفضلِ أزوادِهم فتجمعُهُ في تَوْرٍ ثم تَدْعُو اللهُ لهم فأمَرَهُم فجعلُوا فضْلَ أزْوادِهم في تَوْرٍ ثم دعا لهم ثم قال ائتُوا بأوْعِيَتِكم فملأَ كلُّ إنسانٍ منهم وِعاءَهُ ثم أمَرَ بالرحيلِ فلما جاوزَ وانتظَرُوا ونزل النبيُّ صلَّى اللهُ عليه وسلَّم ونزلوا معه وشرِبُوا من ماءِ السماءِ فجاء ثلاثَةُ نَفَرِ فجلَسَ اثنان مع النبيِّ صلَّى اللهُ عليه وسلَّم وذهبَ الآخَرُ مُعْرِضًا فقال النبيُّ صلَّى اللهُ عليه وسلَّم ألَا أُخْبِرُكم عنِ النفرِ الثلاثةِ أمَّا واحدٌ فاستحْيا من اللهِ فاستحْيا اللهُ منه وأمَّا الآخرُ فأقبلَ ثائبًا فتابَ اللهُ عليه وأمَّا الآخرُ فأعرضَ فأعرضَ اللهُ عنْهُ.[14]
- قال رافع بن خديج الأوسي الأنصاري: كُنَّا معَ رسولِ اللَّهِ صلَّى اللَّهُ علَيهِ وسلَّمَ ونحنُ بذي الحُلَيْفةِ مِن تِهامةَ، فأصبْنا إبلًا وغَنمًا، فعجلَ القَومُ، فأغلَينا القدورَ قبلَ أن تُقسَمَ، فأتانا رسولُ اللَّهِ صلَّى اللَّهُ علَيهِ وسلَّمَ فأمرَ بِها، فأُكْفِئَتْ، ثمَّ عدلَ الجزورَ، بعشرةٍ منَ الغنمِ.[15]
- انطلقَ النبيُّ في طائفةٍ من أصحابِه عامدِين إلى سوق عكاظ، وقد حِيلَ بين الشياطينِ وبين خبرِ السماءِ، وأُرْسِلَتْ عليهمُ الشُّهُبُ، فرجعتِ الشياطينُ إلى قومِهم، فقالوا: ما لكم ؟ فقالوا: حِيلَ بيننا بين خبرِ السماءِ، وأُرسِلَتْ علينا الشُّهُبُ، قالوا: ما حال بينكم وبين خبرِ السماءِ إلا شيءٌ حدثَ، فاضربوا مشارقَ الأرضِ ومغاربَها، فانظروا ما هذا الذي حال بينكم وبين خبرِ السماءِ، فانصرفَ أولئك الذين توجَّهوا نحو تِهامَةَ إلى النبيِّ ﷺ وهو بنخلةَ، عامدين إلى سوقِ عُكَاظٍ، وهو يصلِّي بأصحابِه صلاةَ الفجرِ، فلما سمِعوا القرآنَ استمَعوا له، فقالوا: هذا واللهِ الذي حال بينكم وبين خبرِ السماءِ، فهنالك حين رجعوا إلى قومِهم، فقالوا: يا قومَنا إنا سمعنا قرآنا عجبا. يهدي إلى الرشد فآمنا به ولن نشرك بربنا أحدا . فأنزلَ اللهُ على نبيِّه ﷺ : قل أوحي إلي وإنما أُوحِيَ إليه قولُ الجنِّ.[16]
- يذكر أهل الأخبار أن عمرو بن لحي الخزاعي رأى من الجن من قال له: «ايت ضف جدة تجد فيها أصناما معدَّه فأوردها تهامة ولا تهاب ثم ادع العرب إلى عبادتها تجاب». فأتى شط جدة فاستثارها، ثم حملها حتى ورد تهامة. وحضر الحج، فدعا العرب إلى عبادتها قاطبة. فأجابه سادات القبائل، ووزع تلك الأصنام عليهم، وأشاعوا عبادتها بين الناس، ومن ثم عبد العرب هذه الأصنام.[17]

تقع تهامة غرب شبه الجزيرة العربية بين أقاليم الحجاز واليمن والبحر الأحمر، قال أبو الفداء:
| تهامة | والتهامي منسوب إِلى تهامة وهي تطلق على مكة ولذلك قيل للنبي ﷺ تهامي لأنه منها وتطلق على البلاد التي بين الحجاز وأطراف اليمن | تهامة |

وقال الشرقي بن القطامي:
| تهامة | تهامة إلى عرق اليمن إلى أسياف البحر إلى الجحفة وذات عرق | تهامة |

وقال المدائني:
| تهامة | تهامة من اليمن وهو ما أصحر منها إلى حد في باديتها ومكة من تهامة وإذا جاوزت وجرة وغمرة والطائف إلى مكة فقد أتهمت وإذا أتيت المدينة فقد جلست | تهامة |

وقال أبو المنذر:
| تهامة | تهامة تساير البحر منها مكة | تهامة |

وقال الأصمعي:
| تهامة | إذا خلفت عمان مصعدا فقد أنجدت فلا تزال منجدا حتى تنزل في ثنايا ذات عرق فإذا فعلت ذلك فقد أتهمت إلى البحر وإذا عرضت لك الحرار وأنت منجد فتلك الحجاز وإذا تصوبت من ثنايا العرج واستقبلك الأراك والمرخ فقد أتهمت | تهامة |

وقال في موضع آخر:
| تهامة | طرف تهامة من قبل الحجاز مدارج العرج وأول تهامة من قبل نجد ذات عرق | تهامة |

وقال الأصمعي:
| تهامة | ما سال من الحرتين حرة سليم وحرة ليلى فهو تهامة والغور حتى يقطع البحر | تهامة |

وقال ابن الأعرابي:
| تهامة | وجرة من طريق البصرة فصل ما بين نجد وتهامة | تهامة |

وقال أبو محمد الهمداني:
| تهامة | حد ما بين اليمن واليمامة فإلى حدود الهجيرة وتثليث وكثبة وجرش ومنحدرا في السراة إلى شعف عنز وشعف الجبل أعلاه إلى تهامة إلى أم جحدم إلى البحر إلى جبل يقال له كرمل بالقرب من حمضة وذلك حد ما بين كنانة واليمن من بطن تهامة | تهامة |

وقال آخر:
| تهامة | من مكة فلا تزال في تهامة حتى تبلغ عسفان بين مكة والمدينة وهي على ليلتين من مكة ومن طريق العراق إلى ذات عرق هذا كله تهامة | تهامة |

وقال الأصمعي:
| تهامة | وإنما سمي حجازًا لأنه حجز بين تهامة ونجد؛ فمكة تهامية والمدينة حجازية والطائف حجازية. | تهامة |

### جبال تهامة

جبل أثرب يرتفع 2500م عن سطح البحر، بلاد قبيلة حوالة، من جبال تهامة، الباحة

| اسم الجبل       | الموقع                           | ارتفاعه (متر) |
| --------------- | -------------------------------- | ------------- |
| جبل مدي         | قنا                              | 1500 تقريبًا   |
| جبل بركوك       | بارق                             | 1922          |
| جبل القوس       | المجاردة                         |               |
| جبل تهوا        | المجاردة                         |               |
| جبل ريمان       | المجاردة                         |               |
| جبل سميعة       | المجاردة                         |               |
| جبل ضرم         | بللسمر                           | 2200          |
| جبل ثربان       | العرضيات                         | 1746          |
| جبل الناطف      | بني يزيد شرق الليث               | 2158          |
| جبل الطارقي     | مكة المكرمة                      | 900           |
| جبل هادا        | بللسمر                           | 1927          |
| جبل ورقان       | جنوب غرب المدينة المنورة         | 2393          |
| جبل العريف      | جازان                            | 2632          |
| جبل القهر       | جازان                            | 1947          |
| جبل ضجنان       | بين مكة المكرمة والمدينة المنورة |               |
| جبل العرج       | بين مكة المكرمة والمدينة المنورة |               |
| جبل ثافل الأكبر | بدر                              |               |
| جبل ثافل الأصغر |                                  |               |
| جبل ريدان       | بارق                             |               |
| جبل نيس         | غرب الباحة                       | 1730          |
| جبل شدا الأعلى  | المخواة                          | 2900          |
| جبل شدا الأسفل  | المخواة                          |               |
| جبل رضوى        | ينبع                             | 2282          |
| جبل حراء        | مكة المكرمة                      |               |
| جبل عرفة        | مكة المكرمة                      |               |
| جبل أبي قبيس    | مكة المكرمة                      |               |
| جبل الصفا       | مكة المكرمة                      |               |
| جبل المروة      | مكة المكرمة                      |               |
| جبل ثبير        | مكة المكرمة                      |               |
| جبل أثرب        | بارق                             |               |
| جبل أثرب        | قبيلة حوالة                      | 2500          |
| جبل حزنة        | بلجرشي                           |               |

### الحرات البركانية
توجد في تهامة عدد من الحرات أو اللابات وهي المناطق السوداء ذات الحجارة النخرة المحرقة بالنار، أو الحجارة المؤلفة من السائل البركاني المتجمد تكونت بفعل البراكين، والكراع هي أعناق الحرار، ويستفاد منها في استخراج الأحجار والمعادن الكريمة، وحرات تهامة أصغر من حرات الحجاز ومنها:
| اسم الحرة | الموقع |
| --------- | ------ |
| حرة طفيل  | الليث  |
| حرة البرك | البرك  |

### الأودية
تقطع تهامة عدد من الأودية النابعة من الحجاز حتى تصب في البحر الأحمر ومنها:
- وادي رضوى: ويصب شمال ينبع.
- وادي الصفراء
- وادي العقيق: وهو يقع غربي المدينة.
- وادي فاطمة: وهو غني بمياهه الجوفية وفيه حوالي 35 عينًا فياضة بالماء منها "عين المضيق" بوادي الليمون وعين "سولة وعين "الزيمة" وعين "حداء".
- وادي نعمان: وهو من أهم اودية تهامة وسمي نعمان لكثرة نعمته وخيرة وفيه عين زبيدة
- وادي إبراهيم: ويخترق مكة من أعلاها إلى أسفلها.
- وادي أضم: وفيه تتجمع سيول أودية المدينة كالعقيق ووادي قناة بطحان.
- وادي الليث
- وادي عيار
- وادي مركوب
- وادي قنا
- وادي تية
- وادي حلي
- وادي يبه
- وادي قنونا
- وادي الأحسبة: ويمتد من المخواة شرقاً حتى البحر غرباً بطول يتجاوز 65 كم
- وادي الشاقة الجنوبية: يقع جنوب محافظة الليث ب60 كم
- وادي الشاقة الشمالية: يقع جنوب محافظة الليث ب50كم ويعتبر من أكبر الاودية.[26]
- وادي رابغ: وينتج الحبوب وبه الكثير من النخيل.
- وادي العرج
- وادي ضمد
- وادي خلب
- وادي زبيد: ويقع جنوب محافظة الحديدة ب 100 كم

### العصور الجيولوجية
- العصر الجوراسي: كانت بلاد العرب وسوريا وشبه جزيرة سيناء في وقت من أوقات الأدوار الجيولوجية القديمة قسم من إفريقيا الشمالية الشرقية. وإن أخدود البحر الأحمر ووجود صخور ابتدائية متشابهة التكوين في الطبيعة والزمان على جانبي هذا البحر اعتبارًا من شبه جزيرة سينا وخليج العقبة منبعه القسم الشمالي الشرقي من أفريقية حتى جهات رأس الرجاء الصالح، كل ذلك يدل دلالة قوية لا تحتمل الشك على أن قد قامت في الأزمان الجيولوجية قارة عظيمة مؤلفة من هذه النواحي ويفصلها عن القارة اليوارسية بحر كبير بقيت لنا من أثاره الكتلة العظيمة المائية التي نسميها الآن بالبحر الأبيض المتوسط وهذا البحر القديم يظن أنه في الأزمنة الجيوراسية كان محيطًا بالأطراف الشمالية والشرقية لهذه القارة العظيمة بشكل منحن .وكانت سينا والعقبة وتبوك والعلا في تلك الأيام قريبة من شاطئ ذلك البحر أيضًا. بينما أن تهامة وجبال الحجاز وعسير وبلاد نجد حتى جبلي أجا وسلمى وجبل النير والعارض كانت قسمًا من القارة القديمة المشار إليها.[27]
- العصر الكريتاسي: تلا العصر الجيولوجي الجيوراسي عصر آخر عرف بعصر البحر الكريتاسي الذي كان طائفا بنفس الأماكن في الشمال والجنوب ويظن أن هذا البحر كان يغطي منطقة الخليج العربي ورأس عمان كم نعرفها الآن والمظنون أيضا أن مياه هذا البحر كانت تلاطم نفس الشواطئ التي كان البحر القديم يلاطمها ولم تأخذ بلاد العرب شكلها الأخير الذي نعرفه الآن لها في هذه الأزمنة التاريخية إلا بعد انقشاع المياه عن سطح البقاع التي كان يغسلها وارتفاع تلك البقاع الأرضية عن مستوى سطح البحر ثم تلا هذا العصر حركات أرضية سببت تكوين أخدود البحر الأحمر وانقسام القارة العظيمة إلى قسمين: قسم غربي البحر الأحمر نعرفه الآن بأفريقيا، وقسم آخر شرقيه هو بلاد العرب.[28]

## المناخ
يسود تهامة المناخ حار شديد الحرارة. وتهامة شديدة الحرارة صيفا؛ لانخفاض ارتفاعها وتساعد الرطوبة فيها وفي السهول على شدة حرارتها، وتكون الرطوبة عادة فيها فوق 85% مصحوبة بدرجة حرارة 37 °م (99 °ف)، وحينما تهب العواصف الرملية قد تصل درجة الحرارة إلى 48 °م (119 °ف)، فيصبح الهواء بعد ذلك جافا جدا مشبعا بالرمال، وهناك منطقة تهامية جبلية يشتد فيها الحر، ويهب فيها السموم اللاذع في أشهر الصيف والقيظ، وهذه المنطقة هي التي تصاقب المدينة ومكة غربا.

## الثروات الطبيعية

### الزراعة
يوجد في تهامة وفرة من المحصولات الزراعية الهامة من التمر والذرة والقمح والدخن والأراك. ومن الفواكه: البطيخ والمانجو والجوافة.
ومن الخضروات: الجزر التمري والجزر المديني والجزر اليماني (البطاطا) والطماطم والباذنجان الأسود والبامية والقرع والفول والملوخية والكرنب والخس والجرجير والفجل الأحمر والأبيض والفلفل الرومي والأخضر والبصل.
والبرسيم: من أهم الغلات التي تؤلف غذاء الماشية.
 أهم المناطق الزراعية في تهامة
- وادي فاطمة: وبه مياه جوفية غزيرة إذ تصب فيه أودية كثيرة كوادي الزبارة ووادي الشامية ووادي علاف، ويغل هذا الوادي التمر والفواكه والخضر.
- الزيمة والجعرانة والشرائع والملاوي والعابدية والحسينية: وغلاتها الفواكه والبرسيم.
- أحد المسارحة وغلاتها السمسم والقطن والذرة الرفيعة والدخن.
- صبيا وغلاتها المانجو والفل والذرة الرفيعة.

### الماشية
تربى الماشية في تهامة مثل: الإبل والغنم والبقر والخيول والحمير. وتوجد فيها بعض الحيوانات منها: النمر والفهد والذئب والثعلب والغزال والكلب والقطط والوعول والأرانب. وهناك أنواع من الطيور الجارحة والطيور الأنيسة؛ كالصقر والقطا والهدهد والنسر والبوم.

### تهامة في الشعر العربي
ذكر الشعراء تهامة في قصائدهم ومن ذلك:
قال الزير سالم:
قال عروة بن الورد:
قال شاعر:
وقال عمرو بن أحمر الباهلي:
و قال زهير بن أبي سلمى المزني:
وقال الممزق العبدي:
وقال الراجز:
وقال حميد بن ثور الهلالي:
وقال بلعاء بن قيس الكناني:

## الهوامش
1. بِكَسْرِ التَّاءِ وَفَتْحِ الهَاءِ وَالمِيْمِ.